# Vladimír Popelka
Vladimír Popelka (nascido em 14 de outubro de 1948) é um ex-ciclista olímpico tchecoslovaco. Representou sua nação nos Jogos Olímpicos de Verão de 1972.